# استاندارد نقره
استاندارد نقره یک سیستم پولی است که در آن واحد محاسبه اقتصادی استاندارد، وزن ثابتی از نقره است. استاندارد سکه نقره از زمان سقوط امپراتوری روم شرقی تا قرن نوزدهم، رواج داشت. بعد از کشف ذخایر عظیم نقره در کرو ریکو در بولیوی در قرن شانزدهم، نوعی استاندارد بین‌المللی نقره ظهور یافت و به‌مدت حدود چهارصد سال، نقش ارز تجاری بین‌المللی را داشت. در حال حاضر هیچ کشوری از استاندارد نقره استفاده نمی‌کند.

## منابع

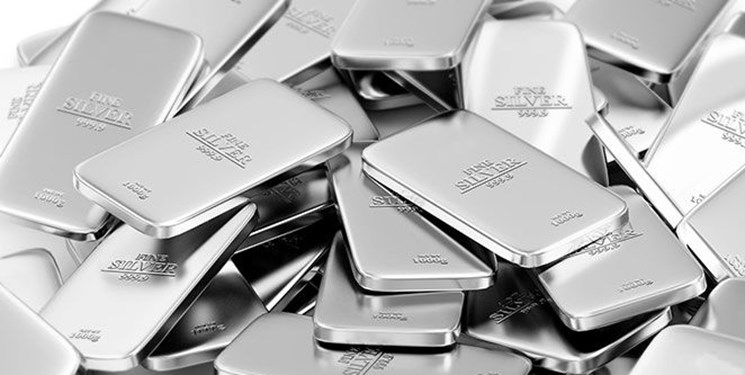
استاندارد نقره، معیارهایی برای ویژگی‌های فیزیکی و شیمیایی نقره؛ اطمینان از کیفیت، وزن، خلوص و قابلیت تبادل بین المللی.